# Арнуль I (граф Лоона)

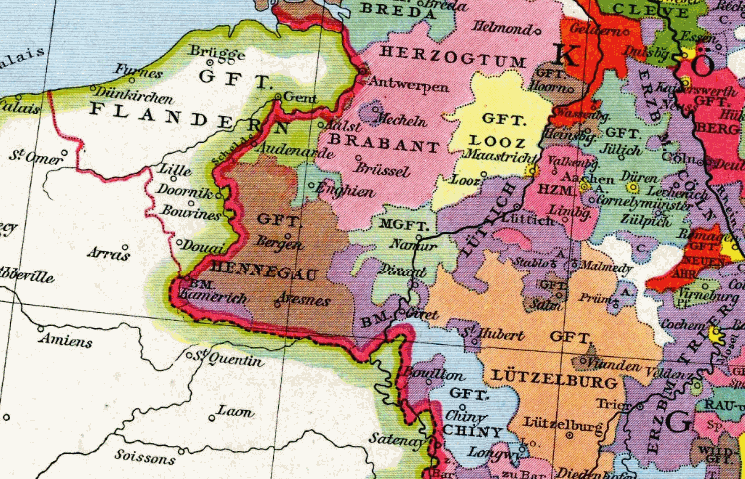
Графство Лоон в 1250 году

Арнуль (Арно) I (фр. Arnoul Ier de Looz; ок. 1058 — ок. 1128) — граф Лоона, сеньор Стеворта и Корсварема.

## Биография
Старший сын Эммо де Лооза и (возможно) Суанехильды Голландской, дочери Дирка III. Внук Гизельберта (ум. 1044/46), первого графа Лоона.
Родился в 1055/1070 году. Впервые упоминается в не сохранившемся документе, датированном 27 марта 1082 года.
Фогт монастыря Сен-Пьер в Льеже (1086). Бургграф Майнца (1108). Граф Ринека (1115).
В 1094 году получил часть земель аббатства Сен-Трон, по которым стал вассалом епископа Меца. Возможно, был участником Первого крестового похода.
В 1125 году в качестве свидетеля подписал хартию льежского епископа Адальберона.
Жозеф Дари (Joseph Daris (1865), Tome II, Documents historiques de l´église de Looz, III) предполагает, что все последующие упоминания графа Лоона Арнуля (1131, 1132, 1135 и 1136 гг.) относятся к его одноимённому сыну — Арнулю II. Иными словами, Арнуль I умер во второй половине 1120-х годов.

## Брак и дети
Жена — Агнесса фон Майнц, дочь графа Герхарда Майнцского и его жены Гедвиги фон Блискастель.
- Жерар (ум. после 1103), в 1101 упоминается как граф Лоона
- Арнуль II (ум. после 1136), граф Лоона
- Беатрикс (ум. после 1132), муж — Арну III, граф ван Аршот